# General Mills
General Mills, Inc., là một nhà sản xuất và tiếp thị đa quốc gia của Mỹ về thực phẩm tiêu dùng có thương hiệu được bán thông qua các cửa hàng bán lẻ. Nó có trụ sở tại Golden Valley, Minnesota, một vùng ngoại ô của thành phố Minneapolis. Công ty tiếp thị nhiều thương hiệu nổi tiếng ở Bắc Mỹ, bao gồm bột Gold Medal, Annie Homegrown, Betty Crocker, Yoplait, Colombo, Totino's, Pillsbury, Old El Paso, Häagen-Dazs, Cheerios, Trix, và Lucky Charms. Danh mục thương hiệu của nó bao gồm hơn 89 thương hiệu hàng đầu khác của Hoa Kỳ và nhiều nhà lãnh đạo danh mục trên toàn thế giới.